# Calceolaria cumbemayensis
Calceolaria cumbemayensis är en toffelblomsväxtart som beskrevs av U. Molau. Calceolaria cumbemayensis ingår i släktet toffelblommor, och familjen toffelblomsväxter. Inga underarter finns listade i Catalogue of Life.